# Červený trpaslík

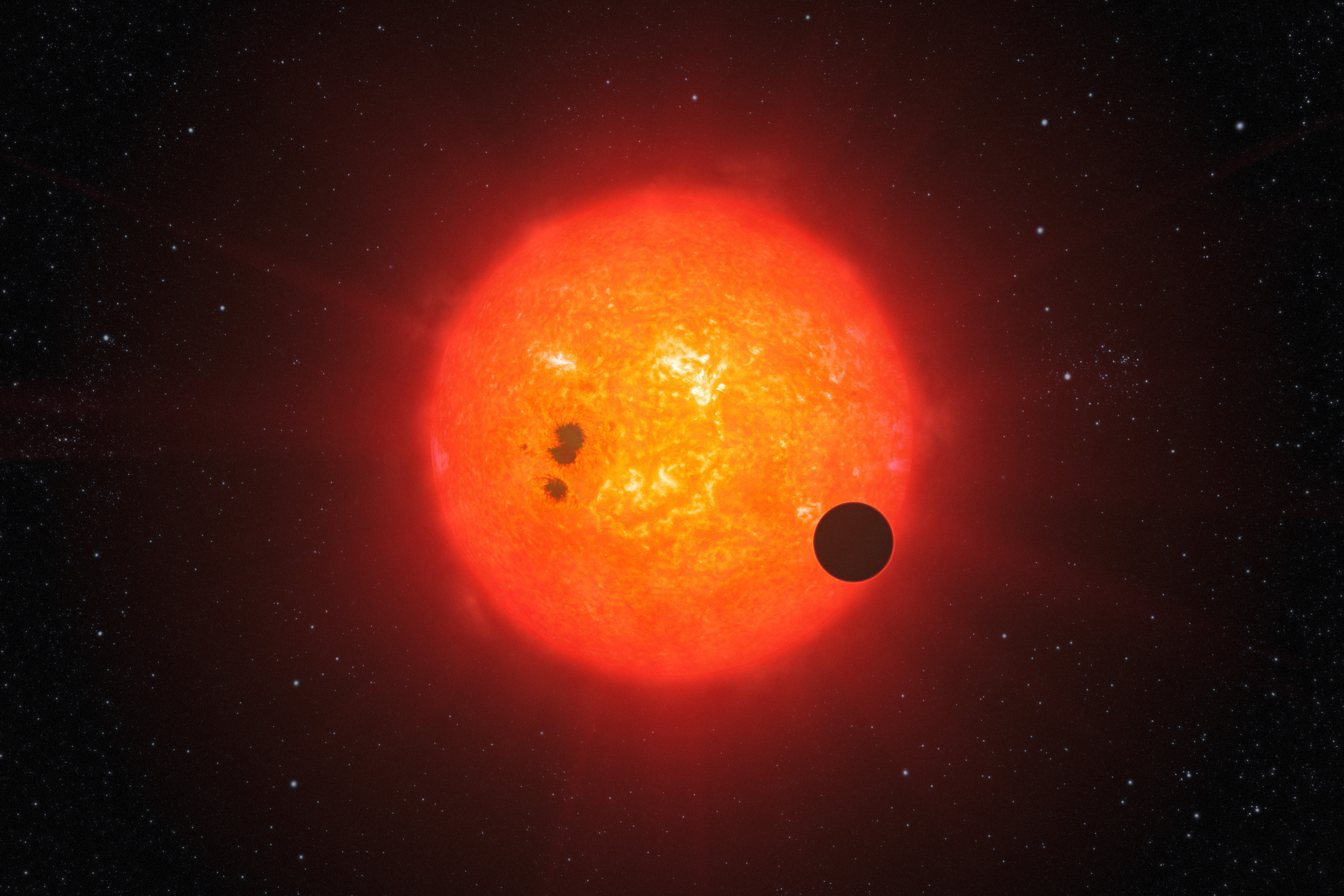
Umělecké ztvárnění hvězdy GJ1214 s nově objevenou exoplanetou

Červený trpaslík je malá a relativně chladná hvězda, na Hertzsprungově-Russellově diagramu se nachází na hlavní posloupnosti pozdního spektrálního typu K případně M. Tato definice pokrývá obrovské množství hvězd o průměru a hmotnosti menší než třetina sluneční (s dolní mezí 0,08 slunečních hmotností, za kterou jsou již hnědí trpaslíci). Jsou nejpočetnějším typem hvězd ve vesmíru – okolo 75 % všech hvězd v Galaxii jsou právě červení trpaslíci.
Červení trpaslíci vznikají z molekulárních mračen, stejně jako ostatní hvězdy, gravitačním kolapsem hustého mračna plynu a prachu. Když se mračno smrští, jeho gravitační potenciální energie se přeměňuje na teplo, a když se jádro mračna dostatečně zahřeje, začne termonukleární fúze vodíku. Vzhledem k jejich malé hmotnosti mají červení trpaslíci nižší tlak a teplotu ve svých jádrech než horké, masivní hvězdy, což znamená, že fúze probíhá pomaleji a méně efektivně.
Červení trpaslíci mají povrchovou teplotu menší než 3 500 K. Vyzařují jen málo světla, v některých případech dosahují jen 1/10 000 zářivého výkonu Slunce. Díky pomalému spalování vodíku mají enormně dlouhou odhadovanou životnost, pohybuje se od několika desítek miliard až po bilióny let. Červení trpaslíci nikdy nezažehnou jadernou fúzi hélia, takže se nemohou stát rudými obry; zvolna se smršťují a zahřívají, dokud nespotřebují všechen vodík. Od okamžiku velkého třesku neuplynulo dostatek času, aby jakýkoliv červený trpaslík stihl opustit hlavní posloupnost. Po opuštění hlavní posloupnosti se stane modrým trpaslíkem, který bude stále spalovat vodík. Až vyčerpá vodík, stane se bílým trpaslíkem.

## Slavní zástupci
Mezi červené trpaslíky patří například i hvězda nejbližší Slunci, tedy Proxima Centauri, nacházející se ve vzdálenosti 4,2 světelného roku. Hypotetickým zástupcem této kategorie je také temná hvězda Nemesis, která podle některých astronomů obíhá kolem Slunce a může být příčinou pravidelných vymírání v dějinách života na Zemi. Žádná takto blízká hvězda (odhad 1,5 – 3 světelné roky) však dosud nebyla objevena a pravděpodobně ani neexistuje.